# Кленова (Словаччина)
Кленова (словац. Klenová) — село у Словаччині, Снинському окрузі Пряшівського краю.

## Географія
Розташоване в північно-східній частині Словаччини в долині р. Ублянка, за 5 км від кордону з Україною. Протікають річки Таповець і Малий Таповець..

## Історія
Давнє лемківське село. Вперше згадується у 1548 році.
В селі колись була православна дерев'яна церква (збудована до 1604 р.), зараз є православна церква Успіння пресвятої Богородиці з 1805 р., греко-католицька церква Успіння пресвятої Богородиці з 1996 р.

## Населення
| Рік:            | 1994. | 2004.   | 2014.   | 2024.   |
| --------------- | ----- | ------- | ------- | ------- |
| Кількість осіб: | 515   | 533     | 530     | 496     |
| Різниця:        |       | +3,49 % | -0,56 % | -6,41 % |

| Рік:            | 2023. | 2024.   |
| --------------- | ----- | ------- |
| Кількість осіб: | 499   | 496     |
| Різниця:        |       | -0,60 % |

В селі проживає 527 осіб.
Національний склад населення (за даними останнього перепису населення — 2001 року):
- словаки — 58,50 %
- русини — 32,90 %
- українці — 4,11 %
- цигани (роми) — 1,31 %
- чехи — 0,19 %

Склад населення за приналежністю до релігії станом на 2001 рік:
- православні — 79,07 %,
- греко-католики — 18,13 %,
- римо-католики — 1,50 %,
- не вважають себе віруючими або не належать до жодної вищезгаданої церкви — 0,56 %